# Комп'ютерно-інтегровані технології
Комп'ютерно-інтегровані технології (КІТ)  (англ. computer integrated technologies) — це назва виробництв, що реалізуються з використанням комп'ютерного управління.
Дана сфера вимагає спеціалістів у сфері технологій, котрі повинні володіти спеціальним програмним забезпеченням на фаховому рівні. Окрім цього, комп'ютерно-інтегровані технології тісно пов'язані зі системами автоматичного керування та автоматизацією процесів у різних галузях промисловості та виробництва.

## Основна мета КІТ
Основною метою таких виробництв є створення та експлуатація комп'ютерно-інтегрованих систем управління. Вони забезпечують достовірне розв'язання задач, зосереджених на всіх підсистемах управлінь, використання інтелектуальних підсистем задля підтримки прийняття рішень на основі баз даних та знань і систем управління над ними.

## Використання і застосування КІТ
В цілому КІТ найбільш пристосовані для автоматизацій багаторівневого управління, у багатьох сферах людської діяльності та життя. Найбільш поширеним є використання технологій даного зразка у наступних сферах:
- У промисловості: особливо виражено у процесах машинобудування;
- На комп'ютеризованих рівнях управління над виробництвом;
- АЕС, ТЕС;
- На водоочисних підприємствах;
- Космічна сфера;
- Військова справа;
- Транспорт (авіація, метрополітен, залізничний, автомобільний, водний);
- У всіх сферах використання телекомунікації, тощо.

Окрім цього, комп'ютерно-інтегровані технології активно впроваджуються у всіх галузях медицини (в пріоритеті — хірургія). Станом на початок ХХ століття на планеті співіснує та засновується не один десяток компаній, що активно продукують системне забезпечення комп'ютерно-інтегрованих технологій та впроваджують їх у всі сфери повсякденного життя. Результати робіт є представленими як на внутрішньо-українському, так і на світовому ринку.
Це безумовно підтверджує високі досягнення даної сфери в обслуговуванні людського фактору.

## Історія
Автоматизація процесів будь-якої праці поступово проходить наступні етапи: часткову механізацію, комплексну механізацію, часткову і  повну автоматизацію.
Хоча й КІТ активно почала вроваджуватись із розвитком Новітніх технологій, але її коріння сягає часів створення першого комп'ютера. Таким чином Комп'ютерно-інтегровані технології є однією із галузів Комп'ютерних наук.

### Розрізняємо наступні етапи розвитку КІТ
- I покоління (1965-1975) — елементною базою є дискретні напівпровідники, програмоносієм слугувала магнітна стрічка(унітарний код БЦК-5[1]), пристрої К-4МИ[2], К2П(ЗП), КПТ

- II покоління (1966-1982) — елементна база — мікросхеми серій 155 та 176[3], програмоносієм стала — восьмидоріжкова перфострічка(код ISO-7 bit); пощирено: пристрої Н22, серії П.

- III покоління (1977-1989) — елементною базою є комп'ютерно-інтегровані системи (ВІСи) серії 589 (програмна реалізація алгоритмів керування, зберігання програм організовано у пам'яті, впроваджено розширення технологічних функцій) програмоносій — восьмидоріжкова перфострічка.

- IV покоління (1985-1990) — поширено блокове мультипроцесорне виконання програм, створено спеціалізовані ВІСи, розвиваються мови високого рівня для програмування технологічних функцій та електроавтоматики, програмоносієм залишається — восьмидоріжкова перфострічка(код ISO-7 bit), тут включено можливість діалогового додавання програм зв'язку з ЕОМ.

- V покоління (1990-теп.ч.) — характеризується впровадженям промислових ПК у загальнодоступний вжиток, окрім цього широко розвиваються мультипроцесорні системи, що дозволяють працювати із ком'ютером у спрощеному, зрозумілому для кожного людського ока, режимі.

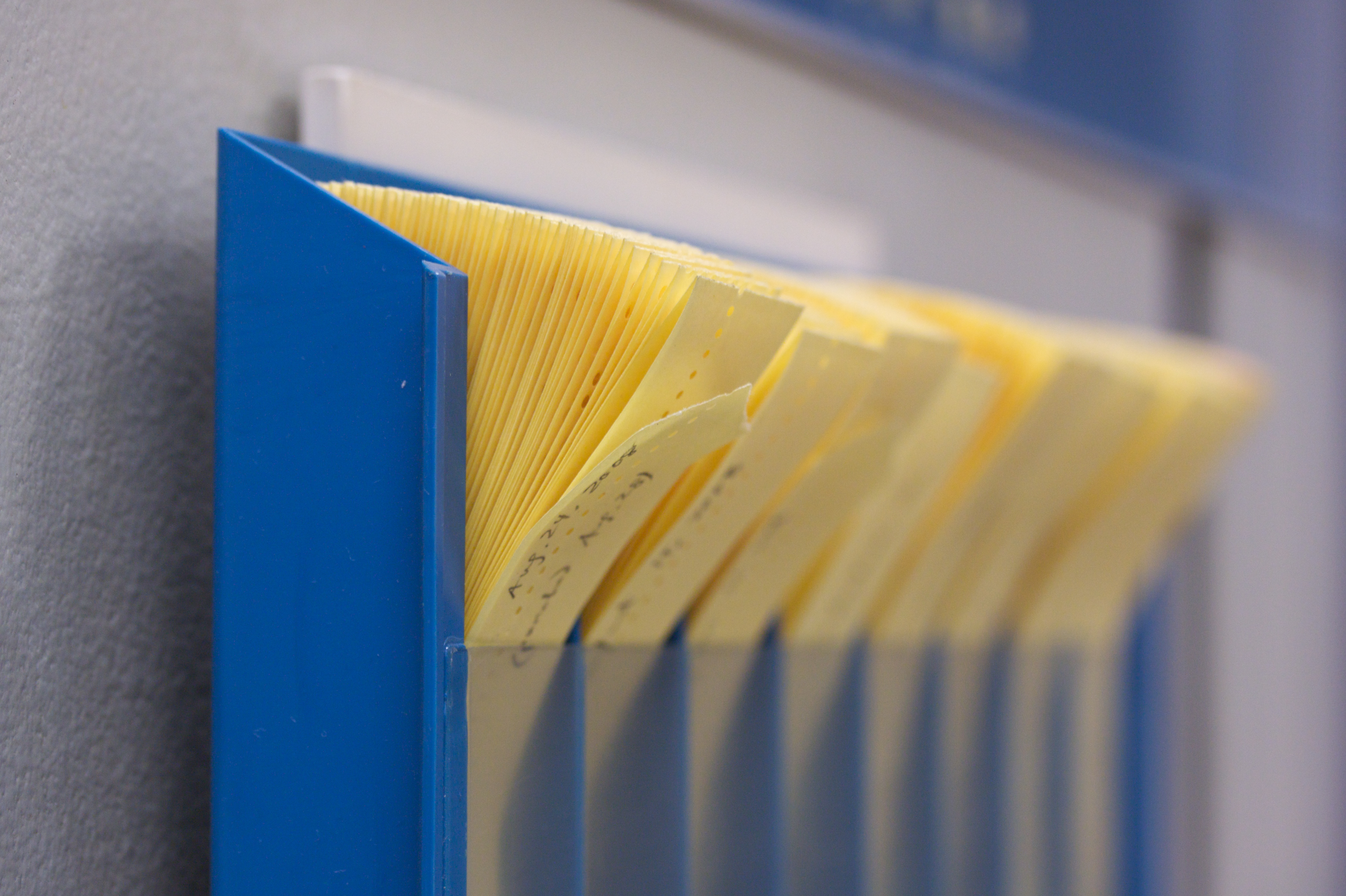
Computer History Museum
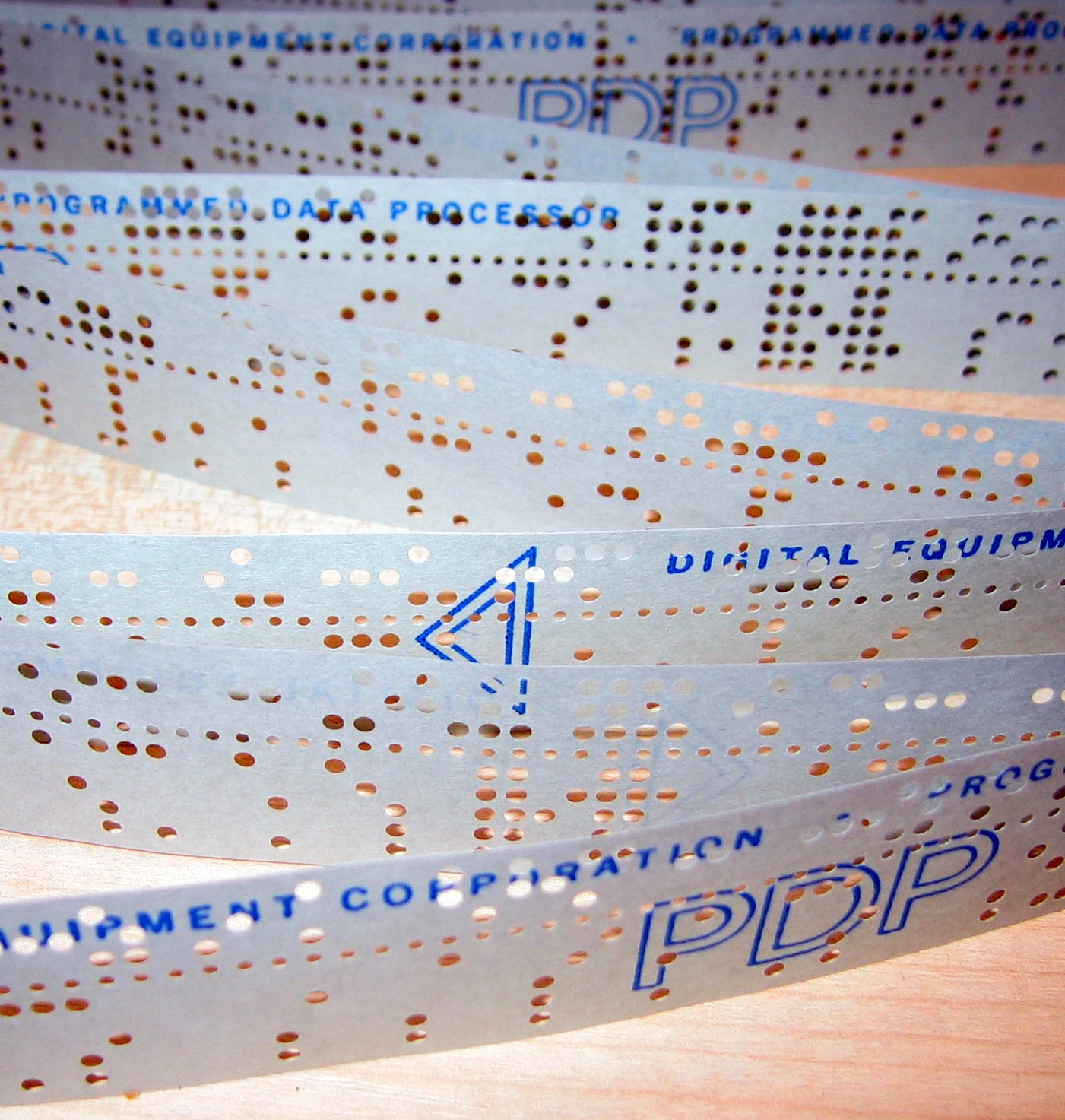
Перфострічка
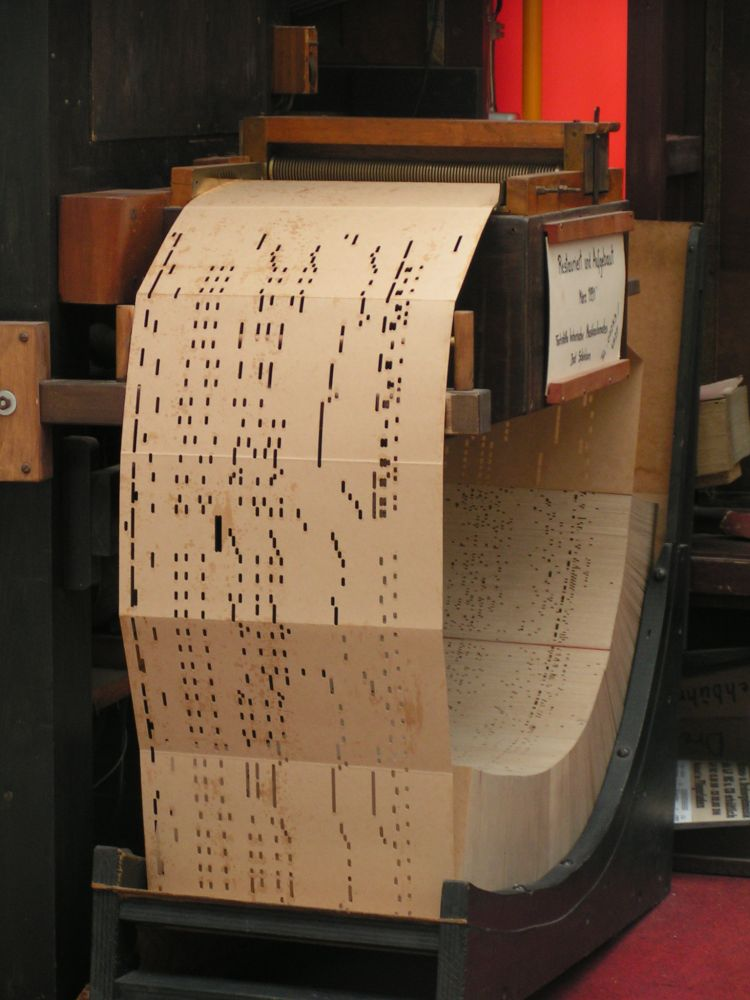
Перфокарта
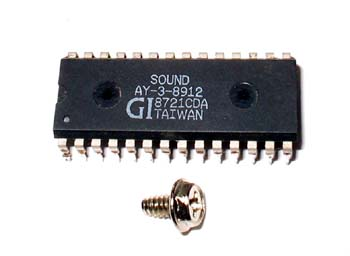
Мікросхема
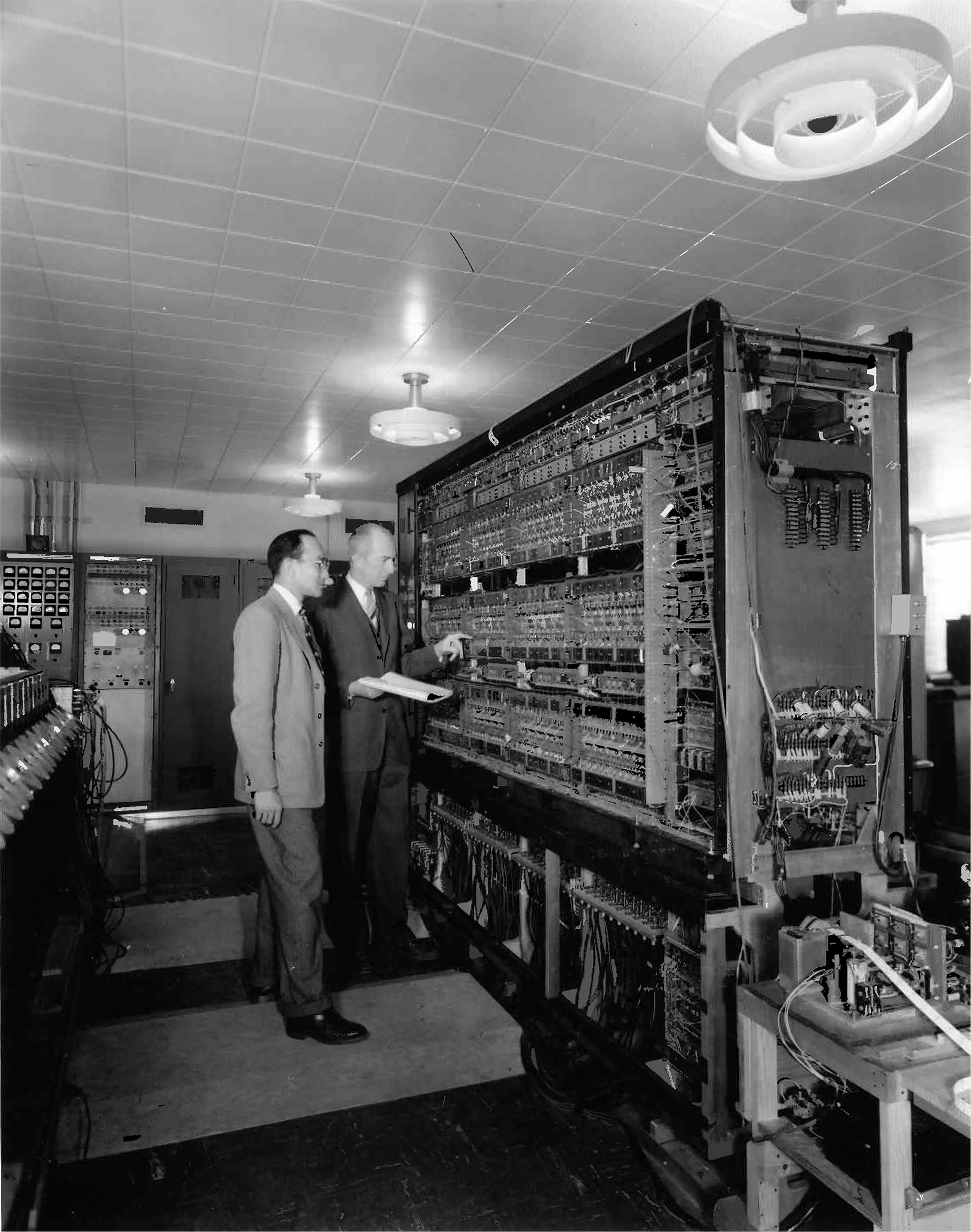
Перший комп'ютер (1963)
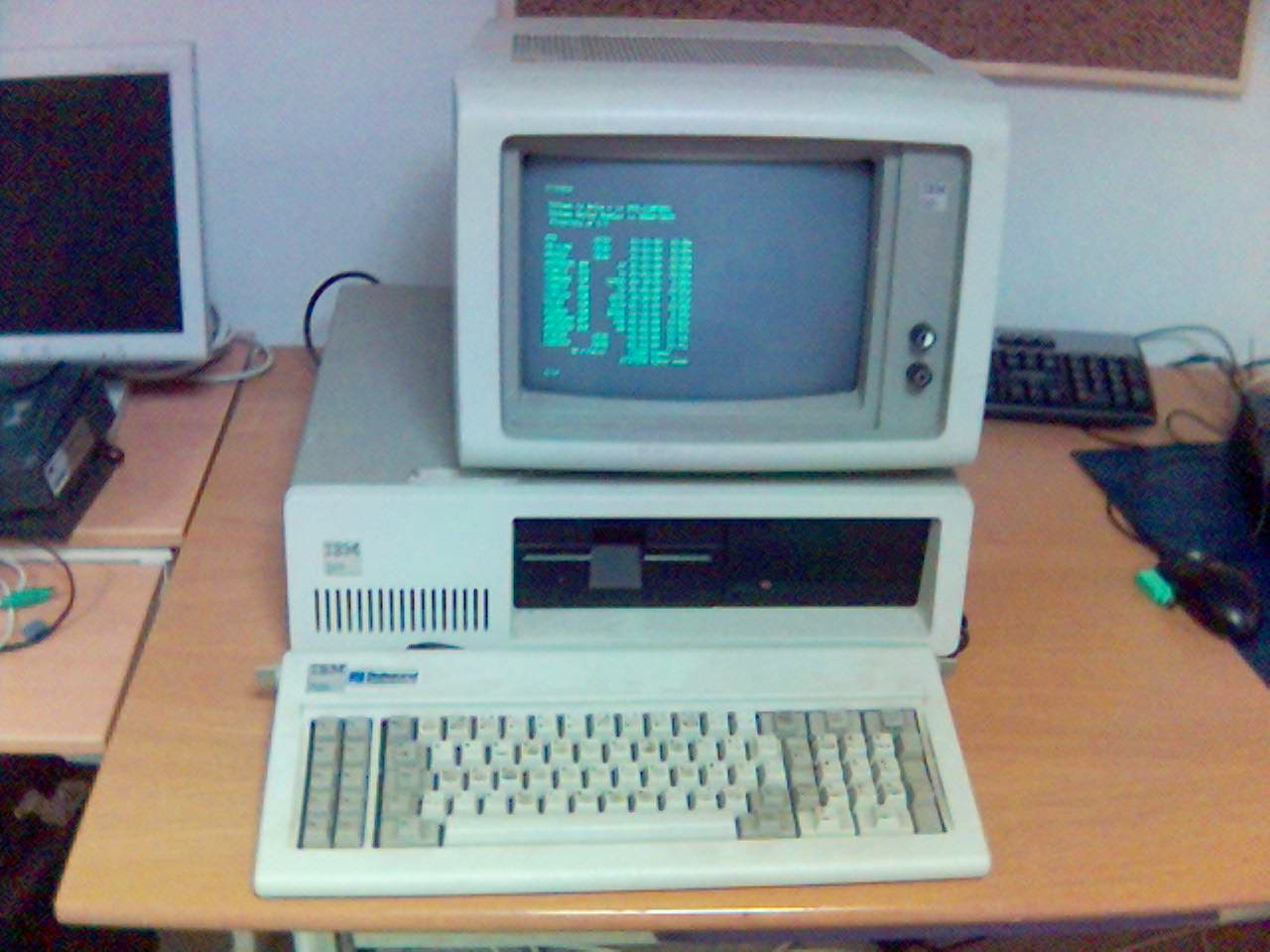
ПК
Laptop

## Рівні організації комп'ютерно-інтегрованого виробництва

### П'ять рівнів автоматизації
- I/O (Input/Output) — Рівень зв'язку з устаткуванням. Ввід — це сигнал або дані, отримані системою; а вивід — сигнал або дані, надіслані системою (або з неї). Пристрої введення-виведення використовуються людиною (або іншою системою) для її ефективної взаємодії з комп'ютером. Тут забезпечується узгодження програми з пристроєм управління.

- Control (Управління) — Організовується на рівні управління із вбудованим Control в устаткування пристрою управління по сигналах датчиків стану механізмів. Тут виробляють команди управління виконавчими пристроями — приводами, клапанами, світловими і звуковими сигналами.

Одночасно з управлінням інформація про роботу устаткування в реальному часі передається на рівень узагальненого контролю і збору даних SCADA.
- SCADA(Supervisory Control and Data Acquisition) — На рівні SCADA ведуть сортування, перетворення і зберігання поточних даних, а також їх відображення на мнемосхемі процесу. Для диспетчеру відображується поведінка усіх елементів устаткування: поточний стан і показники роботи машин, рух матеріальних потоків, узагальнена інформація. Системи SCADA дозволяють спостерігати за процесом роботи в цілому, а саме відстежувати аварійну інформацію, часові тенденції і статистичні характеристики процесу. При необхідності диспетчер передає у визначену пам'ять узагальнені команди управління над устаткуванням.

- MRP (Manufactoring Resources Planning) — Це рівень планування ресурсів. Відомий варіант автоматизації офісної діяльності з метою ведення бухгалтерського обліку, управління фінансами і матеріально-технічним забезпеченням, організації документообігу. На цьому рівні керівники виробництва мають змогу аналізувати кон'юнктурну стратегію: динаміку ринкових цін на продукцію, що випускається, рівень прибутку по різних видах продукції та прогнозований попит.

- MES (Manufacturing Execution System) — Це додатковий рівень виконання завдань, що пов'язує менеджерів верхнього рівня з менеджерами нижніх рівнів у поточному виробництві. Тут інформація від SCADA перетворюються в інформацію для MRP, ведеться оновлення баз даних, контролюється послідовність розв'язку операцій, формується розклад перевірки і ремонту устаткування, залежно від тривалості фактичної експлуатації. Після аналізу даної інформації з позиції виробничої і кон'юнктурної політики підприємства стратегічні рішення менеджера виконуються на нижчих рівнях.